# Висип
Ви́сип, ви́сипка, висипа́ння — патологічні елементи на шкіри (тоді має назву екзантема) і слизових оболонках (тоді має назву енантема), які відрізняються від нормальної шкіри або слизової оболонки забарвленням, текстурою, зовнішнім виглядом. Висип може існувати у вигляді первинних елементів, які з'являються безпосередньо на здоровій шкірі чи слизовій оболонці, у вигляді вторинних, які з'являються на місці виникнення первинних. Можливі одночасні різні сполучення первинних і вторинних елементів.

## Патоморфологія висипу
Висипні елементи можуть бути:
- запальними,
- незапальними.

Висипні елементи також поділяють на:
- первинні — це висипання, які з'являються на незміненій шкірі і можуть бути:

- безпорожнинними (інфільтративними).
- порожнинними (ексудативними) — мають порожнину, заповнену серозним, кров'янистим або гнійним вмістом;

- вторинні — з'являються в результаті перетворення первинних елементів висипань.

## Основні різновиди елементів висипу

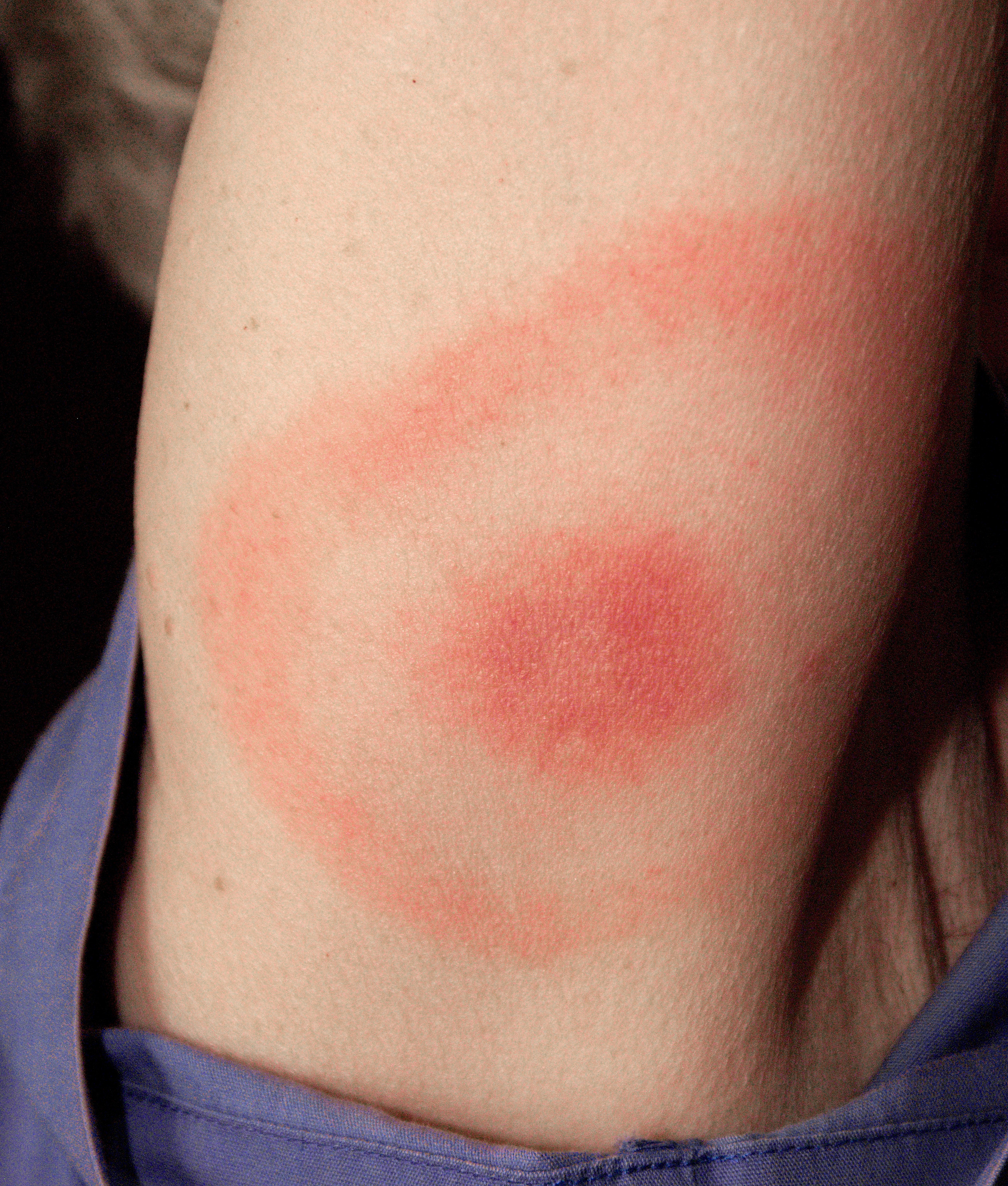
Типова еритема «бичаче око» при хворобі Лайма.

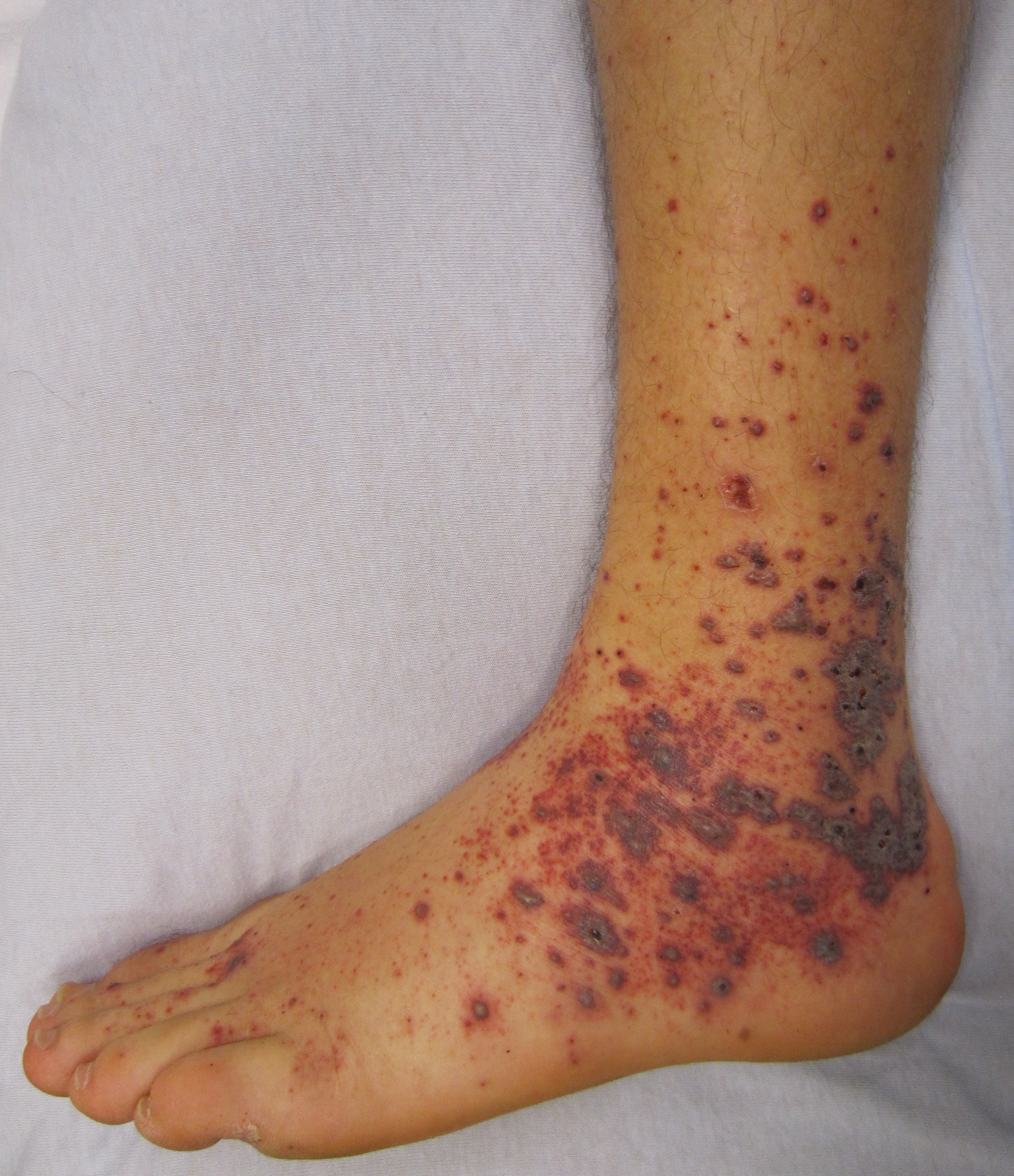
Висип у вигляді пурпури і петехій при медикаментозно індукованому фасцикуліті на нозі.

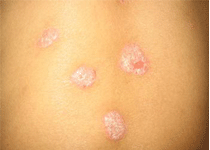
Бляшки на спині.

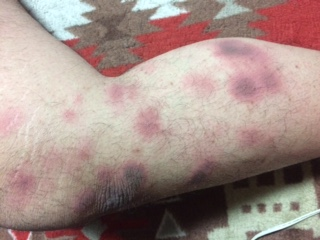
Нуммулярні папули при екземі.

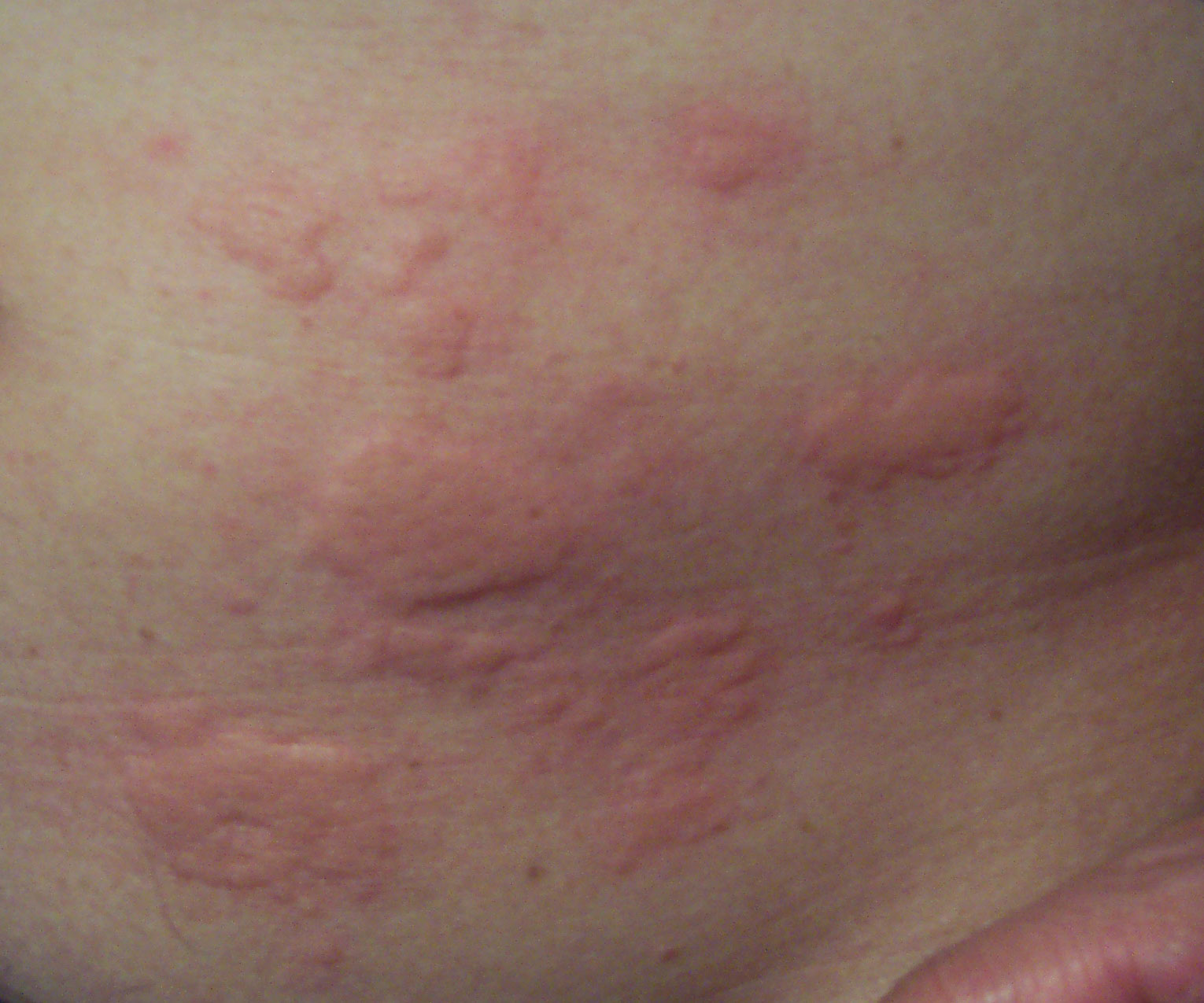
Уртикарні елементи висипу на шкірі.

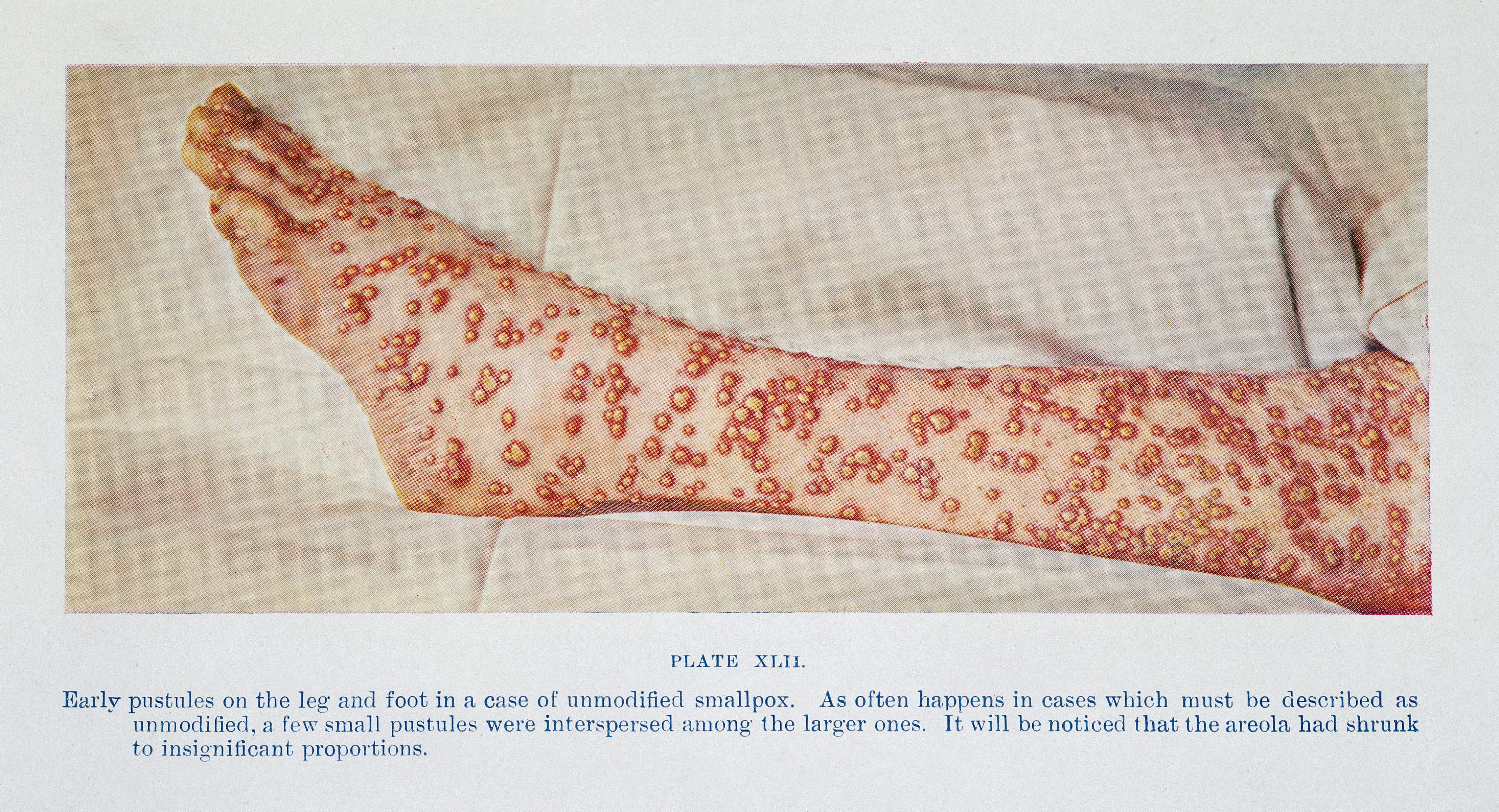
Пустули у ранньому періоді натуральної віспи.

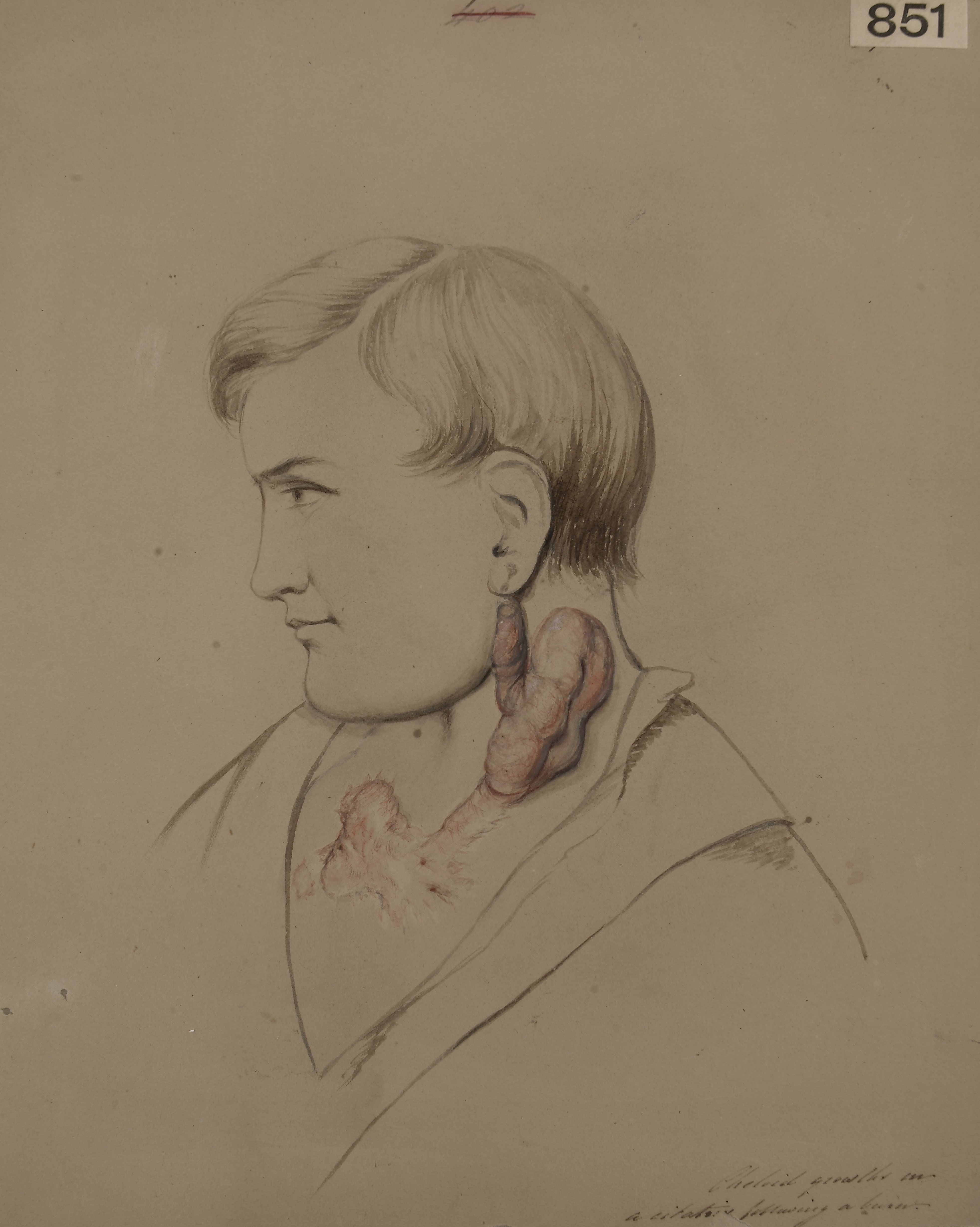
Приклад великого гіпертрофічного рубця — так званий келоїдний рубець.

- Первинні:

- Безпорожнинні (Інфільтративні):

- Пляма (лат. macula) — ділянка шкіри або слизової оболонки різних розмірів і форми зі зміненим забарвленням, які знаходиться на одному рівні з навколишньою шкірою. Плями бувають:

- судинні:

- запальні,
- незапальні.

- пігментні:

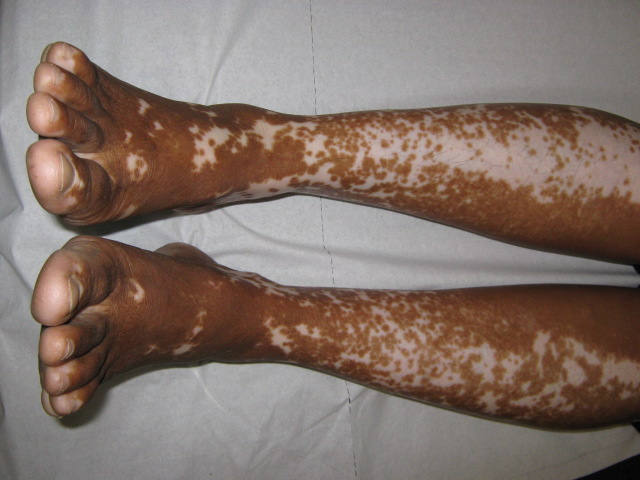
Рясні вітиліго на ногах.

- уроджені (родимки, лентіго, альбінізм);
- набуті (ластовиння, хлоазми, вітиліго);

- штучні (татуаж).

За формою плями розрізняють:
- дрібнокра́пкові;
- розе́оли — невеликі плями до 1 см у діаметрі, округлої форми;

- ерите́ми — шкірні плями розміром із долоню і більше;
- телеангіоектазі́ї — плями, які спричинені стійким незапальним розширенням поверхневих кровоносних судин (капілярів) шкіри. Часті при цирозі печінки;

- геморагічні плями — плями, які утворилися внаслідок крововиливу в шкіру:

- пете́хії — крапкові геморагії;
- пу́рпура — невеликі округлі та, зазвичай, численні геморагії;
- ві́біцес — великі стрічкоподібні, лінійні геморагії;
- екхімо́зи — великі крововиливи неправильних обрисів;
- гемато́ми — масивні крововиливи з набуханням шкіри і підняттям їх над поверхнею оточуючої шкіри;

- пігментні плями:

- гіперпігментовані — різної форми і розміру, мають темніше забарвлення порівняно з нормальними ділянками шкіри для конкретної людини;
- депігментовані — різної форми і розміру, мають світліше забарвлення порівняно з нормальними ділянками шкіри для конкретної людини;

- Ву́злик або па́пула (лат. papula) — ділянка шкіри різних розмірів і форми (частіше округла), піднята над рівнем навколишньої шкіри. Папули можуть бути залежно від розміру:

- міліарні або ліхени (дрібні) — розміром із просяне зернятко (1-3 мм);
- лентикулярні — розміром із сочевицю (0,4-0,9 см);

- нуммулярні — розміром із монету (1-4 см);
- бляшки — більше 4 см у діаметрі, можуть сягати розміру долоні, є результатом злиття декількох папул;
- гіпертрофічні — широкі кондиломи, зустрічаються при сифілісі.

За глибиною залягання папули бувають:
- епідермальні,
- дермальні,
- епідермодермальні.

- Го́рбик/горбо́к (лат. tuberculum) — елемент, який залягає глибоко в дермі, розміри від 0,5 до 1 см у діаметрі, над елементом забарвлення і рельєф шкіри змінені, залишає після себе рубець або рубцеву атрофію. Може перетворитися на виразку.

- Ву́зол (лат. nodus) — елемент, який залягає глибоко в дермі або гіподермі, та має великі розміри (від 2 до 10 см і більше в діаметрі). Вузли можуть бути запальні та незапальні. На місці вузла формується рубець.

- Піхур або уртіка (лат. urtica) — елемент без порожнини, округлих або неправильних обрисів, рожевого забарвлення, іноді з білим відтінком у центрі, виникає через набряк сосочкового шару дерми, існує від декількох хвилин до декількох годин. Супроводжується свербінням. Зникає безслідно. Хвороба з багатьма піхурами відома як кропив'янка (urticaria).

- Порожнинні:

- Пухирець/міхуре́ць або вези́кула (лат. vesicula) — елемент, який має дно, покришку і порожнину, розміром до 0,5 см у діаметрі, із серозним або серозно-геморагічним вмістом. Везикула може бути однокамерна або багатокамерна. Міхурці можуть розташовуватися інтраепідермально (в епідермісі) або субепідермально (під епідермісом). При розриві везикул утворюються ерозії.

- Пухир або булла (лат. bulla) — елемент, який складається із дна, покришки і порожнини, більше 0,5 см у діаметрі, із серозним або геморагічним вмістом. Може розташовуватися субепідермально і інтраепідермально. Після розриву міхура утворюються ерозії.

- Гноячо́к або пу́стула (лат. pustula) — елемент із гнійним вмістом. По розташуванню в шкірі розрізняють пустули:

- поверхневі,
- глибокі.

Також виділяють пустули:
- фолікулярні:

- поверхневі фолікулярні пустули захоплюють 2/3 волосяного фолікула, розташовуються в епідермісі або сосочковому шарі дерми, мають конусоподібну форму, розмір — 1-5 мм, із волоссям у центрі. На місці їх вторинні елементи не формуються.
- глибокі фолікулярні пустули охоплюють весь волосяний фолікул і розташовуються в межах всієї дерми. У центрі формується один (фурункул) або кілька (карбункул) некротичних стрижнів. На їхньому місці утворюється рубець.

- нефолікулярні:

- поверхневі нефолікулярні пустули (флікте́ни) — мають покришку, дно і порожнину з мутнуватим вмістом, і почервонінням навколо себе. Вони розташовуються в епідермісі і зовні виглядають як міхурці. При регресі утворюються кірки, після яких залишається тимчасова депігментація або гіперпігментація.
- глибокі нефолікулярні пустули (е́ктіми) — формують виразки з гнійним дном, після себе залишають рубці.

- Вторинні:

- Пігмента́ція (лат. pigmentatio) — посилене відкладення меланіну після зворотного розвитку первинних елементів (папул, бугорків, везикул, міхурів, пустул), а також деяких вторинних (виразок, ерозій) та при відкладенні гемосидерину. Вогнища пігментації повторюють розміри і форму первинних елементів, на місці яких вони виникли;

- Лу́сочка (лат. squama) — відлущений фрагмент верхнього рогового шару шкіри (рогова пластинка);

- Кі́рка (лат. crusta) — щільне утворення, яке виникає внаслідок висихання на шкірі серозного ексудата, гноя або крові, іноді з домішкою медикаментів, що застосовувались для попереднього лікування. Кірки утворюються при підсиханні везикул, пустул, міхурів, при виразкуванні бугорків чи вузлів, закривають ділянки шкіри, на яких раніше були відкриті рани. Шарувату масивну устріцеподібну кірку називають ру́пією (лат. rupia). Колір кірок залежить від характеру ексудата, з якого вони утворилися. При серозному ексудаті кірки прозорі або жовтуваті, при гнійному — жовті або зеленувато-жовті, при кров'яністому — червоні або коричневі.

- Поверхнева трі́щина (лат. fissura) — лінейний дефект шкіри, який утворюється при втраті її еластичності в результаті запальної інфільтрації в тих місцях, що піддаються розтягуванню. Цей елемент утворюється тільки в межах епідермісу і загоюється не залишаючи слідів.

- Глибока тріщина (лат. rhagas) — окрім епідерміса захоплює частину дерми, а іноді й глибші шари, після себе залишаючи рубець. Залежно від глибини залягання тріщини з дна її виділяється або серозна, або серозно-кров'яниста рідина, яка може застигати у кірку, повторюючи форму тріщини.

- Садно́ / подря́пина або екскоріа́ція (лат. excoriatio) — дефект шкіри, який виникає внаслідок розчухів або інших травматичних пошкоджень шкіри. Залежно від глибини залягання розчухів садно може загоюватися без рубця або з його утворенням. Садна є об'єктивною ознакою наявності у хворого інтенсивного свербіння.

- Еро́зія (лат. erosia) — поверхневий дефект шкіри в межах епідермісу. Виникає після розкриття везикул, пустул, міхурів, повністю повторюючи їх форму і розміри. Частіше за все ерозії мають рожеве або червоне забарвлення, вологу і мокру поверхню. Ерозія загоюється без утворення рубця.

- Ви́разка (лат. uleus) — дефект шкіри з пошкодженням епідермісу, дерми, іноді й підшкірно-жирової тканини. Розвиваються виразки з бугорків, вузлів, при розкритті глібоких пустул. Тільки трофічні виразки виникають через первинний некроз зовні здорової шкіри внаслідок глибокого порушення її трофіки. Виразки бувають округлої, овальної та неправильної форми. Забарвлення дна виразки від яскраво-червоного до синюшного. Виразка завжди загоюється з утворенням рубця. На слизових облонках особливо статевих органів виникнення безболісної щільної виразки (твердого шанкру) — ознака сифілісу.

- Рубе́ць (лат. cicatrix) — утворення на місці глибокого дефекту шкіри із заміщенням її грубою, волокнистою сполучною тканиною. При утворенні ніжнішою і в меншій кількості ніж у випадку рубця сполучної тканини це визначають як рубцеву атрофію. У цьому випадку розвиток процесу йде без попереднього виразкування, так званим «сухим шляхом». На вигляд це ураження значно потоншене, не має звичного для шкіри малюнка, нерідко западає — знаходиться нижче від поверхні шкіри, легко береться пальцями дослідника у складку як папіросний папір.

- Ліхеніфіка́ція або ліхеніза́ція лат. lichenificatio, lichenisatio) — потовщення, ущільнення шкіри, яке супроводжується посиленням її нормального малюнка, гіперпігментацією, сухістю, шорсткістю. Утворюється або первинни внаслідок тривалих розчухів, або вторинно після бляшок. При ліхеніфікації спостерігають гіпертрофію шипоподібного шару епідермісаіз значним збільшенням міжсосочкових епітеліальних відростків, які проникають глибоко в дерму (явища акантозу), а також хронічну запальну інфільтрацію верхніх шарів дерми в поєднанні з подовженням відростків.

- Вегета́ції (лат. vegetationes) — ділянки посиленого розростання шипоподібного шару епідерміса внаслідок тривалого запального процесу. Мають вигляд ворсинок, сосочків, які придають їм нерівний бугристий вигляд, нагадуючи півневі гребінці. Якщо поверхня вегетацій вкрита потовщеним роговим шаром, то вони сухі, шорсткі й мають сіре забарвлення, якщо вони ерозирувані — то м'які, соковиті, рожево-червоного або повністю червоного забарвлення, при дотику легко кровоточать, або на їх поверхні легко виступає серозний або серозно-геморагічний ексудат.

## Поліморфізм висипу
Суттєвою клінічною ознакою висипу є визначення мономорфності чи поліморфності його протягом одного дня висипань. Таким чином виділяють висип:
- мономорфний — коли висип складають первинні морфологічні елементи одного типу (наприклад, розеольозний при черевному тифі);
- справжній поліморфний — коли висип складають первинні морфологічні елементи різних типів (наприклад, плями і папули на початку висипного періоду кору);
- несправжньо поліморфний — коли висип складають різні первинні та вторинні морфологічні елементи (наприклад, плями, папули, везикули і кірки при вітряній віспі).

При багатьох хворобах зустрічаються одночасно по декілька елементів висипу, тобто має місце той чи інший поліморфізм (синдром Стівенса-Джонсона, натуральна віспа, вітряна віспа, гостра ревматична гарячка, епідемічна пухирчатка новонароджених, системний червоний вовчак, фавус тощо).

## Приклади хвороб, при яких є висип
Первинні елементі висипу можуть зустрітится найчастіше при наступних хворобах:
- Плями різного походження і розмірів — черевний тиф, паратифи, епідемічний висипний тиф, псевдотуберкульоз, краснуха, менінгококова інфекція, скарлатина, короста, висівкоподібний (різнокольоровий) лишай, еритразма, епідермофітія на початковій стадії, руброфітія, мікроспорія на початковому періоду, багатоформна ексудативна еритема, червоний плоский лишай, рожевий лишай, бешиха, простий дерматит, алергічний дерматит, токсикодермія, саркома Капоші, лепра на ранньому етапі, дерматоміозит, сифіліс в 1 і 2-му періоді, геморагічний васкуліт тощо.
- Папули різних розмірів — псоріаз, склеродермія тощо.
- Вузлики — контагіозний молюск, бородавки, деякі види лишаю тощо.
- Бугорки — туберкульоз шкіри.
- Вузли — лепра на розвиненому етапі.
- Пухирі — кропив'янка, вжалення кропивою, гострі алергійні реакції, нейродерміт, свербець (пруриго) тощо.
- Везикули — простий герпес, оперізуючий герпес тощо.
- Міхури / Пузири — бульозне імпетиго новонароджених, бульозний епідермоліз, бульозна форма бешихи,синдром Лаєла, вульгарна пухирчатка тощо.
- Пустули — піодермія, герпетиформна екзема Капоші тощо.

Висип може виникнути при укусах комах (комарів, клопів, бліх, вошей, ґедзів, кліщів, ос, бджіл, джмелів, іноді мурах, жуків тощо).
Також висип може супроводжувати багато професійних хвороб (епідерміти після впливу хімічних речовин, контактні неалергічні дерматити, масляні фолікуліти, токсичні меланодермії, професійний сонячний дерматит тощо).